# Sancton
Sancton – wieś w Anglii, w hrabstwie East Riding of Yorkshire. Leży 23 km na północny zachód od miasta Hull i 262 km na północ od Londynu. W 2001 miejscowość liczyła 287 mieszkańców.